# Абдаллах ібн аль-Муртада ібн Аглаб
Абдаллах ібн аль-Муртада ібн Аглаб (*бл. 1057–1093) — 1-й емір Майорскської тайфи в 1086—1093 роках.

## Життєпис
Про походження обмаль відомостей. Син аль-Аглаба, який 1050 року з огляду на ослаблення влади денійського еміра став напівнезалежним правителем. Народився близько 1057 року на Майорці. Абдаллах спочатку був валі (намісником) Балеарських островів, змінивши до 1076 року на цій посаді родича Сулеймана ібн Машикана.
Абдаллах ібн аль-Муртада ібн Аглаб 1076 року після захоплення денійської тайфи сарагоськими війська став незалежним, але прийняв титул еміра та став карбувати власні гроші лише 1086 року. Заклав основу потужного флоту, з яким став здійснювати напади на християнські держави в Лангедоці, Провансі, на Сардинії та Піренеях.
Зумів викупити або іншим чином звільнити з полону Мубашира з династії Худидів, якого всиновив, а потім зробив своїм спадкоємцем. Помер Абдаллах ібн Аглаб 1093 року.